# Piazza dei Cavalieri
Piazza dei Cavalieri a Pisa è, dopo piazza del Duomo, la piazza più famosa della città. In antico essa rappresentava il centro del potere civile (rispetto a quello religioso della platea episcopalis), mentre a partire dalla seconda metà del Cinquecento divenne il quartier generale dell'Ordine dei cavalieri di Santo Stefano, voluto dal granduca Cosimo I de' Medici. Oggi è un polo d'attrazione culturale e di studio per la presenza della sede centrale della Scuola Normale Superiore.

## Storia

### Medioevo

Ranieri Grassi, Veduta di piazza dei Cavalieri (1834)

Si è ipotizzato che in questa zona si trovasse l'antico foro romano della città di Pisa, anche se gli scavi archeologici attuati in occasione del rifacimento della pavimentazione non hanno trovato alcuna traccia che potesse confermare questa ipotesi. La piazza era il cuore politico della Pisa medievale, luogo di celebrazioni e discussioni: già in epoca longobarda vi risiedeva il gastaldo, il funzionario regale che amministrava la città.
Dal 1140 circa la "piazza delle Sette Vie" (questo era il nome antico) divenne il cuore del comune di Pisa, con edifici e chiese della zona usate dalle diverse magistrature: il nome derivava dalle strade che vi convergevano a raggiera (ora sono ridotte a cinque). Dopo la presa del potere da parte del Popolo pisano (1254) nella piazza venne costruito fondendo edifici preesistenti il "palazzo del Popolo e degli Anziani" (oggi il palazzo della Carovana), già operativo almeno dal 1261; il capitano del Popolo invece alloggiò nel vicino palazzo dell'Orologio (almeno dal 1357), già appartenuto alla famiglia Gualandi. Esso incorporò anche la famosa torre della Muda o Della Fame dove nel 1289 morì il famoso conte Ugolino che secondo la leggenda mangiò i figli e nipoti, protagonista di uno dei canti più celebri della Divina Commedia di Dante Alighieri (Inferno, XXXIII).
A fine del XIII secolo il lato meridionale venne ampliato per vari uffici, tribunali e la residenza del podestà. In quell'epoca vi si affacciava la chiesa di San Sebastiano alle Fabbriche Maggiori (citata dal 1074 e distrutta dal Vasari), che prendeva il nome dalle officine dei fabbri presenti nella zona, almeno dal VII al XIII secolo.

### Rinascimento

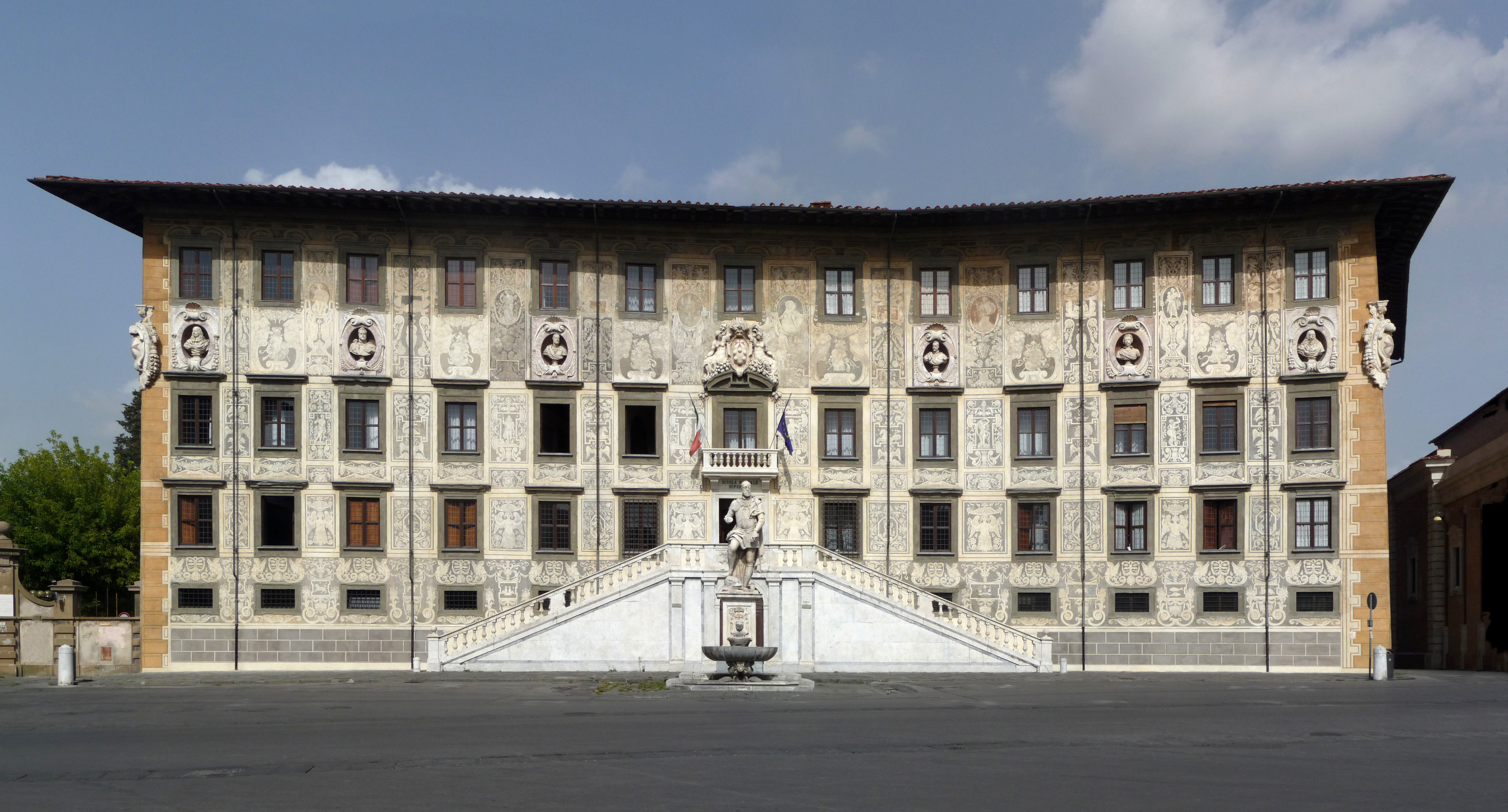
Palazzo della Carovana, sede della Scuola Normale Superiore

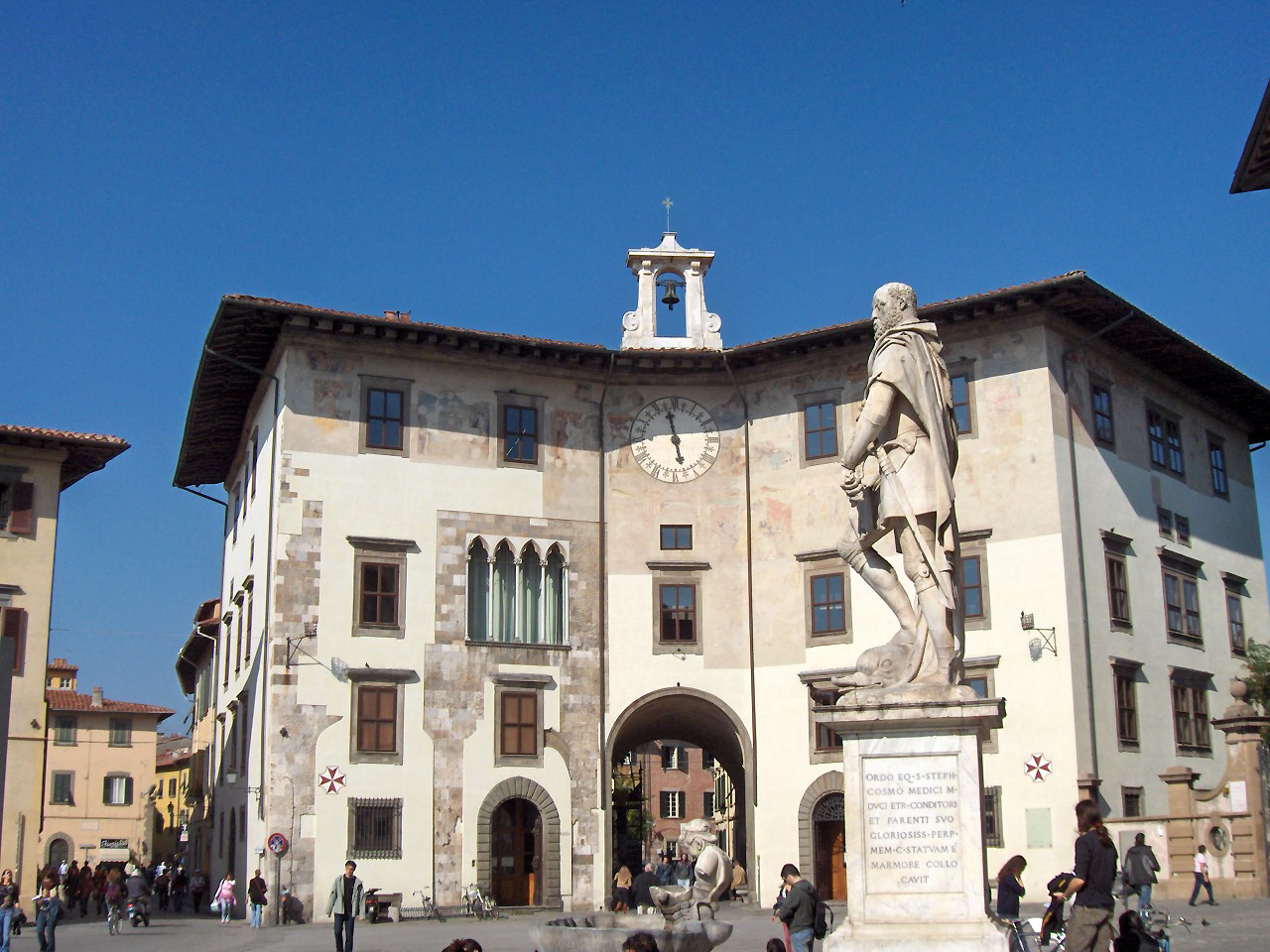
Palazzo dell'Orologio e statua del granduca Cosimo I

Qui venne proclamata la fine dell'indipendenza della città da un emissario di Firenze nel 1406. Con la seconda conquista fiorentina del 1509 i palazzi rimasero sostanzialmente immutati, ma cambiarono i pubblici uffici ospitati: un commissario fiorentino e i priori al posto degli Anziani, un capo di custodia e balia al posto del capitano del Popolo.
Risale invece al 1558 l'inizio dei lavori per la completa trasformazione della piazza, dopo la decisione di Cosimo I di destinarla a sede dell'Ordine dei cavalieri di Santo Stefano papa e martire, definitivamente fondato con approvazione papale solo nel 1562. Il responsabile della nuova sistemazione fu Giorgio Vasari, il quale si preoccupò innanzitutto di regolarizzare in unità ed eleganza gli edifici affacciati sulla piazza, eretti secondo le sue parole in confusione e disordine. Il primo rifacimento coinvolse il palazzo degli Anziani, divenuto palazzo della Carovana, destinato a ospitare la sede centrale dei cavalieri (1562-1564). La facciata del palazzo è decorata a graffito e contiene nicchie con i busti di granduchi di Toscana.

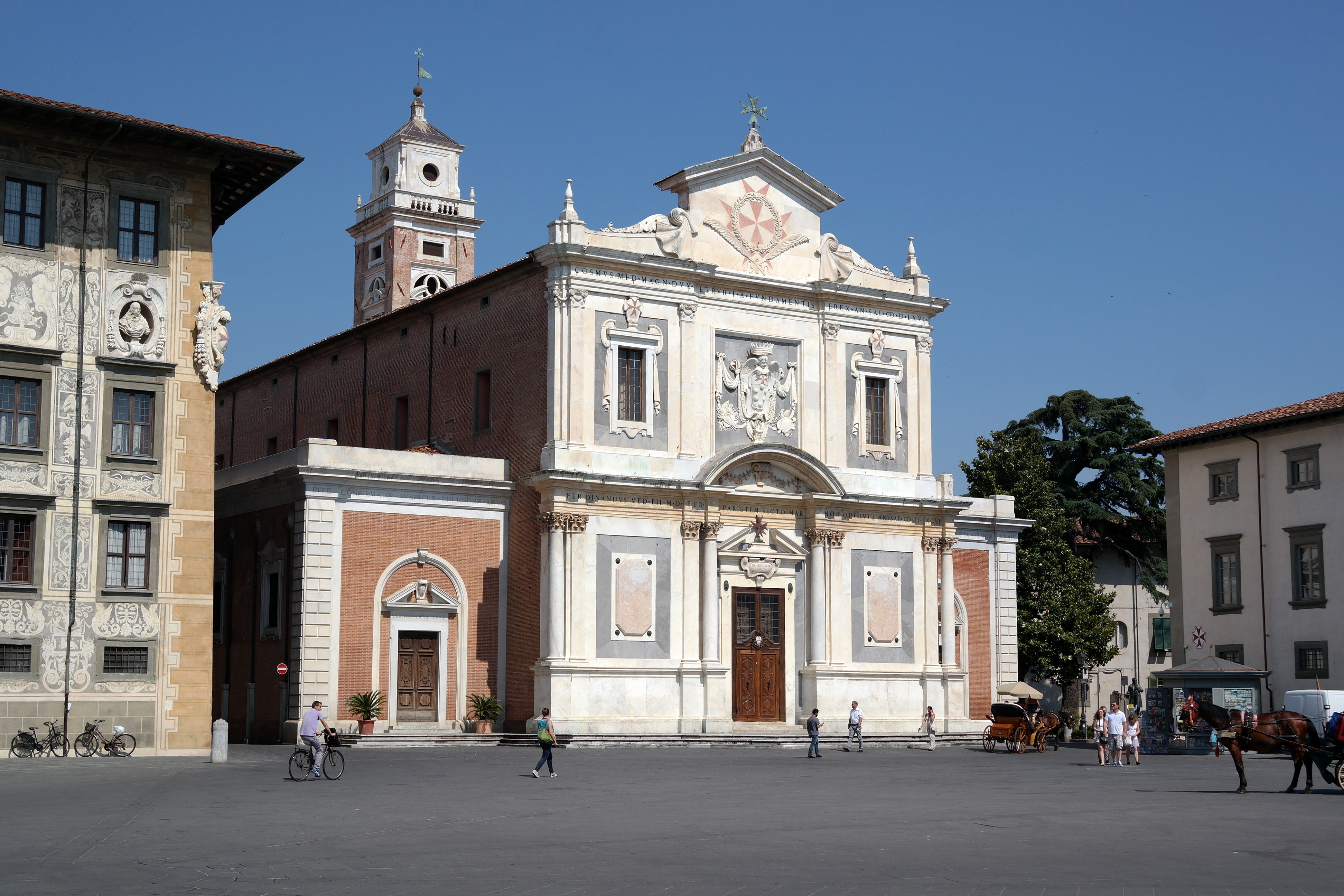
La facciata della chiesa di santo Stefano dei Cavalieri

Si proseguì con la chiesa di Santo Stefano dei Cavalieri (1565-1569), destinata all'uso esclusivo dei cavalieri, dove Vasari demolì la vecchia chiesa di San Sebastiano sfruttando tutto il campo libero per il suo estro e creatività, e la canonica dei sacerdoti dell'Ordine (1566-1594). Il palazzo dei Priori venne ultimato nel 1603 da Pietro Francavilla, lo stesso autore della Statua di Cosimo I collocata al centro della piazza (1596), e nello stesso periodo venne riedificata la chiesa di San Rocco, inglobata poi da tre case in serie della Compagnia di San Rocco, divenute poi sede dello scrittoio, della cancelleria dell'Ordine e di abitazioni per studenti dello Studio Pisano (1605).
La facciata di Santo Stefano fu realizzata su progetto di don Giovanni de' Medici, figlio naturale di Cosimo I e amico di Bernardo Buontalenti. Nel secolo successivo fu decorata all'interno da pregevoli tele dei più grandi maestri del Seicento fiorentino. Nella chiesa è custodita una collezione di bandiere e stendardi presi ai navigli islamici, fra cui lo stendardo della nave ammiraglia islamica conquistata durante la battaglia di Lepanto del 7 ottobre 1571.

### Età contemporanea
Fra il 1912 e il 1952 la piazza fu interessata dalla presenza dei binari e di una fermata dedicata della rete tranviaria di Pisa.
Fra il 2012 e il 2013 fu attuato un rinnovamento dell'area, sostituendo l'asfalto esistente con una pavimentazione in pietra arenaria e dotandola di un nuovo sistema d'illuminazione notturno.